# 青年站 (莫斯科地鐵)
青年站（羅馬化：Molodyozhnaya）是莫斯科地鐵的一個車站，位於莫斯科西行政區。青年站是阿爾巴特－波克羅夫卡線的一個車站，開通於1965年，當時是菲利線的車站。2008年1月7日開始，青年站改為阿爾巴特－波克羅夫卡線的車站。